# Аткинс, Норман
Достопочтенный Но́рман (Норм) Ке́мптон А́ткинс (англ. Norman (Norm) Kempton Atkins; 27 июня 1934, Монтклэр (Нью-Джерси, США) — 29 сентября 2010, Фредериктон) — бывший канадский сенатор и политик.

## Биография
Окончил Университетский колледж Аплби в Оквилле (Онтарио) и университет Акадия в Вулфвилле (Новая Шотландия), где получил степень бакалавра искусств в 1957. Впоследствии в 2000 сенатор Аткинс получил почётную степень магистра гражданского права в университете Акадия.
Аткинс работал в сфере рекламы. Он также являлся важным стратегом Прогрессивно-консервативной партии Онтарио и Прогрессивно-консервативной партии Канады. Он был связан, главным образом, с Большой синей машиной (Big Blue Machine) ПК партии Онтарио, и во многом благодаря ему она стала доминировать при Билле Дэвисе. В 1980-х он был стратегом федеральных тори при Брайане Малруни, который и назначил его в Сенат в 1986.
Аткинс возражал против объединения прогрессистов-консерваторов с Канадским союзом и до самой отставки отказывался вступать в Консервативную партию Канаду, образовавшуюся при слиянии. Он продолжал заседать в Сенате как «прогрессист-консерватор» вместе с Лауэллом Мюрреем и Элейн Маккой. Он не отрицал возможности вступления в новую Консервативную партию в будущем и в феврале 2004 заявил: «Я буду с большим интересом наблюдать за управлением и политикой новой партии, чтобы понять, отвечают ли они моим чаяниям. Я надеюсь, что они будут отражать ценности и убеждения, которые так близки прогрессистам-консерваторам».
В 2009 Аткинс достиг возраста обязательного выхода на пенсию для сенатора.